# Большие Калмыки
Большие Калмы́ки — деревня в Киреевском районе Тульской области России.
В рамках административно-территориального устройства является центром Большекалмыкского сельского округа Киреевского района, в рамках организации местного самоуправления включается в сельское поселение Бородинское.

## География
Находится на автодороге Р140 Тула — Новомосковск.
Две улицы: Центральная (пролегает вдоль трассы Тула — Новомосковск), Октябрьская (Южнее Центральной улицы).
На территории деревни расположен завод по производству кирпича (Болоховский кирпичный завод, БКЗ).
В деревне работает Большекалмыкская средняя школа, обучающая детей Больших Калмык и соседних сёл и деревень. Из строений преобладают двухэтажные дома (на 16 квартир), двухэтажные коттеджи и «финские» домики на две семьи.
Площадь деревни Большие Калмыки – 47,9 га.

## Население
| 2002 | 2010 |
| ---- | ---- |
| 383  | ↗458 |

## Известные уроженцы и жители
- Кутепов, Семён Фёдорович (1896—1941) — советский офицер, в годы Великой Отечественной войны участник обороны Могилёва, командир 388-го стрелкового полка 172-й стрелковой дивизии 61-го стрелкового корпуса, полковник. Прототип комбрига Серпилина в романе К. Симонова «Живые и мёртвые»[7].